# From Rochdale to Ocho Rios
From Rochdale to Ocho Rios is een nummer van 10cc. Het is afkomstig van hun album Bloody Tourists. Het nummer sluit aan op "Dreadlock Holiday".
Het lied heeft als thema de reislust van de band: van Rochdale (de thuisbasis van 10cc) naar Ocho Rios (hun vakantieadres), vandaar naar Dorking (Strawberry Studio South voor opnamen) en dan weer terug naar Rochdale. Deze reis wil de band afwisselen met een uitstapje naar San Juan, maar Air Jamaica vliegt niet. Het nummer is niet uitgebracht als single maar werd in 1980 uitgebracht als B-kant van It Doesn't Matter at All.

## Musici
- Graham Gouldman – zang, basgitaar, akoestische gitaar, percussie, achtergrondzang, gefluit
- Eric Stewart – gitaar, achtergrondzang, slidegitaar
- Rick Fenn – akoestische gitaar, percussie, achtergrondzang
- Stuart Tosh- achtergrondzang, percussie
- Duncan Mackay- toetsen en achtergrondzang; steeldrumsolo
- Paul Burgess – slagwerk, achtergrondzang
- Tony Spath – achtergrondzang, geluidstechniek